# Ivars Kalniņš
Ivars Kalniņš (né le 1er août 1948 à Riga, République socialiste soviétique de Lettonie) est un acteur soviétique puis letton.

## Biographie
Ivars Kalniņš naît à Riga dans une famille nombreuse. Diplômé du studio populaire d'acteur de cinéma en 1971, il se produit sur scène du Théâtre Dailes depuis 1972. Il obtient son diplôme de la faculté d'art dramatique de l'Académie de musique de Lettonie en 1974 et mène une carrière à succès au théâtre et au cinéma. Il donne notamment la réplique à Vija Artmane dans Théâtre, adapté du roman éponyme de William Somerset Maugham, sous la direction de Jānis Streičs en 1978. En 1981, il tient le rôle principal, celui de Prince Edwin de Liebensdorf, dans l'adaptation télévisée de la Princesse Czardas d'Emmerich Kálmán (1915) de Yan Frid. Après la dislocation de l'URSS, il continue à apparaitre régulièrement dans les productions télévisées russes. En 1997, les spectateurs lettons le revoient dans le rôle principal du mélodrame Likteņdzirnas de Jānis Streičs, inspiré du roman Les Neiges de Jānis Klīdzējs (lv).
L'artiste a été député de la 6e Saeima de 1995 à 1998.

## Filmographie
- 1978 : Théâtre (Teātris) de Jānis Streičs : Tom Fennell
- 1981 : Sylva (Сильва) de Yan Frid : Prince Edwin de Liebensdorf
- 1984 : Le Capitaine Fracasse (Капитан Фракасс) de Vladimir Saveliev : le duc de Vallombreuse[1]